# Saj-foki-főcsatorna
A Saj-foki-főcsatorna a Hevesi-síkon ered, az Alföld északi részén, Heves vármegyében. A főcsatorna a Jászsági-főcsatornába torkollik.
A főcsatornába torkollik a 61. sz. csatorna, Pélyi-csatorna, Tarnaszentmiklósi-főcsatorna, Sámágyi-összekötőcsatorna és a Sámágyi-főcsatorna. 

## Partmenti települések
- Sarud
- Tiszanána
- Pély